# Jonathan Liebesman
Jonathan Liebesman né le 15 septembre 1976, à Johannesbourg en Afrique du Sud est un réalisateur, scénariste, directeur des effets spéciaux, éditeur, producteur et assistant son.

## Biographie
Jonathan Liebesman étudie l'art dramatique à l'Université au Cap. Ensuite, il part pour les États-Unis à la Tisch School of the Arts. Il y réalise ensuite un court métrage Genesis and Catastrophe en 2000, qui est un grand succès : il est nommé et récompensé dans de nombreux festivals. À sa sortie, il tourne Nuits de terreur (Darkness Falls) avec Emma Caulfield et Lee Cormie en 2003.

## Filmographie

### Réalisateur

#### Courts métrages
- 2000 : Genesis and Catastrophe
- 2005 : Rings

#### Longs métrages
- 2003 : Nuits de terreur (Darkness Falls)
- 2006 : Massacre à la tronçonneuse : Le Commencement (The Texas Chainsaw Massacre: The Beginning)
- 2009 : The Killing Room
- 2011 : World Invasion: Battle Los Angeles (Battle : Los Angeles)
- 2012 : La Colère des Titans (Wrath of the Titans)
- 2014 : Ninja Turtles (Teenage Mutant Ninja Turtles)

### Scénariste
- 2000 : Genesis and Catastrophe
- 2005 : Rings

### Directeur des effets visuels
- 2003 : Le Making of "Nuits de terreur"

### Éditeur
- 2000 : Genesis and Catastrophe

### Producteur
- 2000 : Genesis and Catastrophe

### Assistant son
- 2003 : The Making of "Nuits de terreur"
- 2007 : Down to the Bone: Academy of a Prequel

## Box-officeréalisateur
| Film                                                | Budget        | Box-office mondial |
| Nuits de Terreur (2003)                             | 11 000 000 $  | 47 500 000 $       |
| Massacre à la Tronçonneuse : Le Commencement (2006) | 16 000 000 $  | 51 800 000 $       |
| The Killing Room (2009)                             | 26 000 000 $  | 48 000 000 $       |
| World Invasion: Battle Los Angeles (2011)           | 70 000 000 $  | 211 800 000 $      |
| La Colère des Titans (2012)                         | 150 000 000 $ | 305 300 000 $      |
| Ninja Turtles (2014)                                | 125 000 000 $ | 493 300 000 $      |
| Total                                               | 398 000 000 $ | 1 157 700 000 $    |